# 中国文化管理协会
中国文化管理协会（英文：China Culture Administration Association，简称：CCAA）前身为中国文化管理学会，于1991年12月20日成立。

## 相关事件
中国文化管理协会分支机构——中国文化管理协会网络文化工作委员会新浪微博账号“中国文化管理协会网络文化工委”的简介中出现“中网工委”的简称，引发舆论争议，2021年11月，中国文化管理协会为此事件道歉。